# Panzerregiment 4
Das Panzerregiment 4 der Nationalen Volksarmee der DDR bestand von 1956 bis 1989 am Standort Gotha in der heutigen Friedenstein-Kaserne.

## Geschichte
Am 15. Juni 1956 wurde das Panzerregiment 4 aufgestellt. Die Bewaffnung kam aus dem Bestand des Panzer- und SFL-Regiments der kasernierten Volkspolizei.
Das Regiment trug den Namen „August Bebel“. Es war Bestandteil der 4. Mot.-Schützendivision (4. MSD) der Nationalen Volksarmee (NVA). Auf der 78. Sitzung des Nationalen Verteidigungsrates am 16. Juni 1989 wurde eine Reduzierung der NVA um 10.000 Soldaten beschlossen, darunter gehörte auch die Auflösung des Panzerregiments 4. Am 24. Oktober 1989 wurde das PR-4 schließlich aufgelöst.

## Zusammensetzung des Regiments

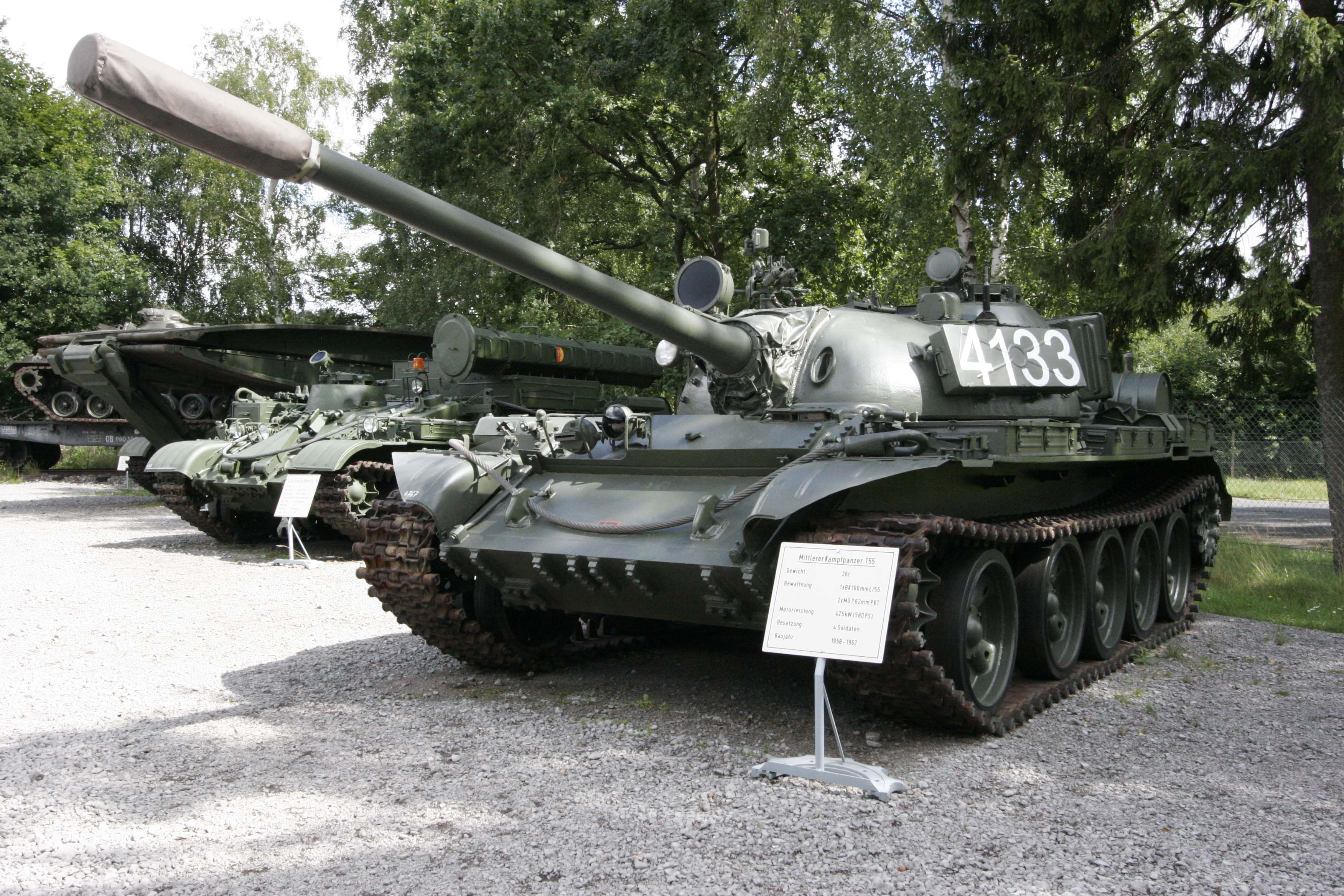
T-55-Panzer der NVA

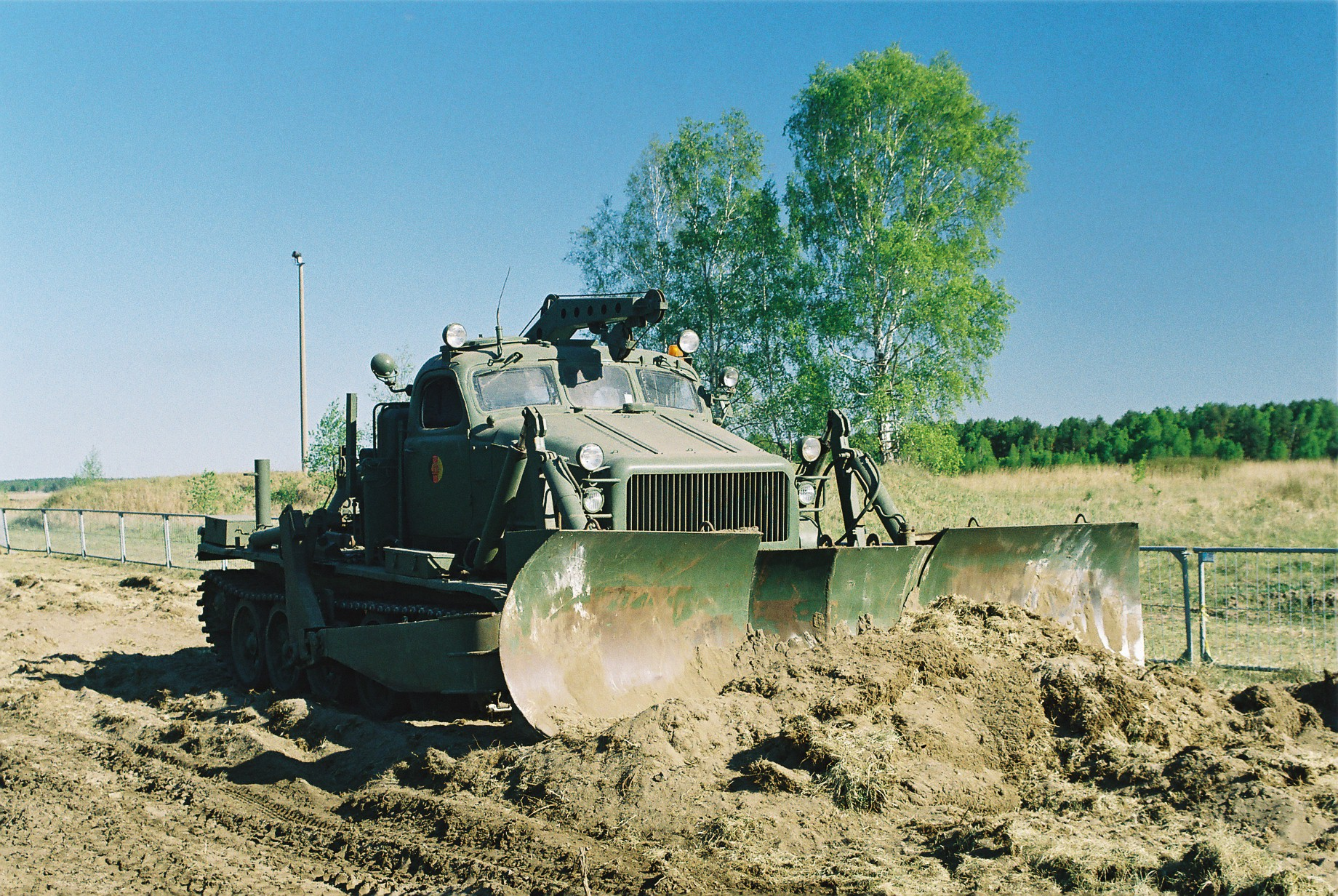
BAT-M der NVA - Pionierkompanie

- Regimentsführung

- I. Panzerbataillon
- II. Panzerbataillon
- III. Panzerbataillon

- Aufklärungskompanie
- Fla-SFL-Batterie
- Pionierkompanie
- Stabskompanie
- Nachrichtenkompanie
- Transportkompanie
- Instandsetzungskompanie

## Kommandeure
| Damaliger Rang | Name                 | Zeitraum                  |
| -------------- | -------------------- | ------------------------- |
| Oberstleutnant | Karl-Heinz Hollstein | 15.06.1956 bis 31.08.1958 |
| Major          | Heinz Koberstädt     | 01.09.1958 bis 31.08.1960 |
| Oberstleutnant | Lothar Grohs         | 01.09.1960 bis 30.04.1963 |
| Oberstleutnant | Rolf Loitsch         | 01.05.1963 bis 30.11.1968 |
| Oberstleutnant | Horst Sylla          | 01.12.1968 bis 30.11.1971 |
| Oberst         | Siegfried Bräunig    | 01.12.1971 bis 31.10.1977 |
| Oberstleutnant | Helmut Eberl         | 01.11.1977 bis 31.08.1980 |
| Oberstleutnant | Reinhard Wandt       | 01.09.1980 bis 31.08.1982 |
| Oberst         | Wolfgang Soldan      | 01.09.1982 bis 24.10.1989 |